# Danh sách vua Ngũ Hồ thập lục quốc

## Các chính quyền tồn tại trước trận Phì Thủy

### Thành Hán
| Miếu hiệu                                | Thụy hiệu              | Họ tên        | Trị vì            | Niên hiệu                                                                  |
| ---------------------------------------- | ---------------------- | ------------- | ----------------- | -------------------------------------------------------------------------- |
| Thành 303 hay 304-319                    |                        |               |                   |                                                                            |
| Thành Thủy Tổ (Thế Tổ) (成始祖 hay 世祖) | Cảnh 景                | Lý Đặc (李特) | 303               | Kiến Sơ (建初) hay Cảnh Sơ (景初)                                          |
| Không                                    | Không                  | Lý Lưu (李流) | vài tháng năm 303 | Không                                                                      |
| Thành Thái Tông (成太宗)                 | Vũ (武)                | Lý Hùng       | 303-334           | Kiến Hưng (建興) 304-306 Yến Bình (晏平) 306-311 Ngọc Hoành (玉衡) 311-334 |
| Không                                    | Ai (哀)                | Lý Ban (李班) | 7 tháng năm 334   | Ngọc Hoành (玉衡) 334                                                      |
| Không                                    | U Công (幽公)          | Lý Kỳ (李期)  | 334-338           | Ngọc Hằng (玉恆) 335-338                                                   |
| Hán 338-347                              |                        |               |                   |                                                                            |
| Hán Trung Tông (汉中宗)                  | Chiêu Văn (昭文)       | Lý Thọ (李壽) | 338-343           | Hán Hưng (漢興) 338-343                                                    |
| Không                                    | Quy Nghĩa Hầu (歸義侯) | Lý Thế (李勢) | 343-347           | Thái Hòa (太和) 343-346 Gia Ninh (嘉寧) 346-347                            |

### Hán Triệu
| Miếu hiệu              | Thụy hiệu         | Họ tên           | Trị vì                                  | Niên hiệu                                                                                           |
| ---------------------- | ----------------- | ---------------- | --------------------------------------- | --------------------------------------------------------------------------------------------------- |
| Hán 304-319            |                   |                  |                                         | |
| Hán Cao Tổ (漢高祖)    | Quang Văn (光文), | Lưu Uyên (劉淵)  | 304-310                                 | Nguyên Hi (元熙) 304-308 Vĩnh Phượng (永鳳) 308-309 Hà Thủy (河瑞) 309-310                          |
| Không                  | Không             | Lưu Hòa (劉和)   | 7 ngày năm 310                          | Không                                                                                               |
| Hán Liệt Tông (漢烈宗) | Chiêu Vũ (昭武)   | Lưu Thông (劉聰) | 310-318                                 | Quang Hưng (光興) 310-311 Gia Bình (嘉平) 311-315 Kiến Nguyên (建元) 315-316 Lân Gia (麟嘉) 316-318 |
| Không                  | Ẩn (隱)           | Lưu Xán (劉粲)   | 2 tháng, từ tháng 7 đến tháng 9 năm 318 | Hán Xương (漢昌) 318                                                                                |
| Tiền Triệu 319-329     |                   |                  |                                         | |
| Không tồn tại          | Hậu Chủ (後主)    | Lưu Diệu (劉曜)  | 318-329                                 | Quang Sơ (光初) 318-329                                                                             |
| Không                  | Không             | Lưu Hy (劉熙)    | 329                                     | Không                                                                                               |

### Hậu Triệu
| Miếu hiệu              | Thụy hiệu                  | Họ tên           | Trị vì               | Niên hiệu                                                                   |
| ---------------------- | -------------------------- | ---------------- | -------------------- | --------------------------------------------------------------------------- |
| Triệu Cao tổ (趙高祖)  | Minh (明)                  | Thạch Lặc 石勒   | 319-333              | Triệu Vương (趙王) 319-328 Thái Hòa (太和) 328-330 Kiến Bình (建平) 330-333 |
| Không                  | Hải Dương vương (海陽王)   | Thạch Hoằng 石弘 | 333-334              | Duyên Hi (延熙) 334                                                         |
| Triệu Thái tổ (趙太祖) | Vũ (武)                    | Thạch Hổ 石虎    | 334-349              | Kiến Vũ (建武) 335-349 Thái Ninh (太寧) 349                                 |
| Không                  | Tiếu vương (譙王)          | Thạch Thế 石世   | 33 ngày năm 349      | Thái Ninh (太寧) 349                                                        |
| Không                  | Bành Thành vương (彭城王)  | Thạch Tuân 石遵  | 183 ngày năm 349     | Thái Ninh (太寧) 349                                                        |
| Không                  | Nghĩa Dương vương (義陽王) | Thạch Giám 石鑒  | 103 ngày năm 349-350 | Thanh Long (青龍) 349-350                                                   |
| Không                  | Tân Hưng vương (新興王)    | Thạch Chi 石祗   | 350-351              | Vĩnh Ninh (永寧) 350-351                                                    |

### Tiền Lương
| Miếu hiệu | Thụy hiệu                      | Họ tên                   | Trị vì                 | Niên hiệu                                          |
| --------- | ------------------------------ | ------------------------ | ---------------------- | -------------------------------------------------- |
| Không     | Thành (成)                     | Trương Mậu 張茂          | 320-324                | Kiến Hưng (建興) 320-324                           |
| Không     | Trung Thành (忠成)             | Trương Tuấn 張駿         | 324-346                | Kiến Hưng (建興) 324-346                           |
| Không     | Hoàn (桓)                      | Trương Trọng Hoa 張重華  | 346-353                | Kiến Hưng (建興) 346-353                           |
| Không     | Ai (哀)                        | Trương Diệu Linh 張曜靈  | 3 tháng (9-12) năm 353 | Kiến Hưng (建興) 346-353                           |
| Không     | Uy Vương (威王)                | Trương Tộ 張祚           | 353-355                | Kiến Hưng (建興) 353-354 Hòa Bình (和平) 354-355   |
| Không     | Kính Điệu (敬悼) hay Xung (沖) | Trương Huyền Tịnh 張玄靚 | 355-363                | Kiến Hưng (建興) 355-361 Thăng Bình (升平) 361-363 |
| Không     | Điệu (悼)                      | Trương Thiên Tích 張天錫 | 364-376                | Thăng Bình (升平) 364-376                          |

### Tiền Yên
| Đời        | Miếu hiệu      | Thụy hiệu                      | Danh tính                    | Thời gian sống | Niên hiệu                         | Thời gian trị vì |
| Mộ Dung bộ | Mộ Dung bộ     | Mộ Dung bộ                     | Mộ Dung bộ                   | Mộ Dung bộ     | Mộ Dung bộ                        | Mộ Dung bộ       |
| ---------- | -------------- | ------------------------------ | ---------------------------- | -------------- | --------------------------------- | ---------------- |
| 1          |                |                                | Mạc Hộ Bạt (莫護跋)          |                |                                   | 220—245          |
| 2          |                |                                | Mộ Dung Mộc Diên (慕容木延)  |                |                                   | 245—271          |
| 3          |                |                                | Mộ Dung Thiệp Quy (慕容涉歸) |                |                                   | 271—283          |
| 4          |                |                                | Mộ Dung San (慕容刪)         |                |                                   | 283—285          |
| 5          | Cao Tổ (高祖)  | Vũ Tuyên hoàng đế (武宣皇帝)   | Mộ Dung Hối (慕容廆)         | 269－333       |                                   | 285—333          |
| 6          | Thái Tổ (太祖) | Văn Minh hoàng đế (文明皇帝)   | Mộ Dung Hoảng (慕容皝)       | 297－348       |                                   | 333—348          |
| Tiền Yên   |                |                                |                              |                |                                   |                  |
| 7          | Liệt Tổ (烈祖) | Cảnh Chiêu hoàng đế (景昭皇帝) | Mộ Dung Tuấn (慕容儁)        | 319－360       | Nguyên Tỉ (元璽) Quang Thọ (光壽) | 348—360          |
| 8          |                | U hoàng đế (幽皇帝)            | Mộ Dung Vĩ (慕容暐)          | 350－384       | Kiến Hi (建熙)                    | 360—370          |

### Tiền Tần
| Đời        | Miếu hiệu        | Thụy hiệu                       | Danh tính       | Thời gian sống | Niên hiệu                                         | Thời gian trị vì |
| ---------- | ---------------- | ------------------------------- | --------------- | -------------- | ------------------------------------------------- | ---------------- |
| truy phong | Thái Tổ (太祖)   | Huệ Vũ hoàng đế (惠武皇帝)      | Phù Hồng (苻洪) | 284－350       |                                                   |                  |
| 1          | Cao Tổ (高祖)    | Cảnh Minh hoàng đế (景明皇帝)   | Phù Kiện (苻健) | 317－355       | Hoàng Thủy (皇始)                                 | 350—355          |
| 2          |                  | Lệ Vương (厲王)                 | Phù Sinh (苻生) | 335－357       | Thọ Quang (壽光)                                  | 355—357          |
| truy phong |                  | Văn Hoàn hoàng đế (文桓皇帝)    | Phù Hùng (苻雄) |                |                                                   |                  |
| 3          | Thế Tổ (世祖)    | Tuyên Chiêu hoàng đế (宣昭皇帝) | Phù Kiên (苻堅) | 338－385       | Vĩnh Hưng (永興) Cam Lộ (甘露) Kiến Nguyên (建元) | 357—385          |
| 4          |                  | Ai Bình hoàng đế (哀平皇帝)     | Phù Phi (苻丕)  | ？－386        | Thái An (太安)                                    | 385—386          |
| 5          | Thái Tông (太宗) | Cao hoàng đế (高皇帝)           | Phù Đăng (苻登) | 343－394       | Thái Sơ (太初)                                    | 386—394          |
| 6          |                  | Mạt Đế (末帝)                   | Phù Sùng (苻崇) | ？－394        | Diên Sơ (延初)                                    | 394              |

## Các chính quyền tồn tại sau trận Phì Thủy

### Hậu Yên
| Đời        | Miếu hiệu                       | Thụy hiệu                      | Danh tính                           | Thời gian sống | Niên hiệu                          | Thời gian trị vì |
| ---------- | ------------------------------- | ------------------------------ | ----------------------------------- | -------------- | ---------------------------------- | ---------------- |
| 1          | Thế Tổ (世祖)                   | Thành Vũ hoàng đế (成武皇帝)   | Mộ Dung Thùy (慕容垂)               | 326－396       | Yên Nguyên (燕元) Kiến Hưng (建興) | 384-396          |
| 2          | Liệt Tổ (烈祖) Liệt Tông (烈宗) | Huệ Mẫn hoàng đế (惠愍皇帝)    | Mộ Dung Bảo (慕容寶)                | 355－398       | Vĩnh Khang (永康)                  | 396-398          |
| soán vị    |                                 |                                | Mộ Dung Tường (慕容詳)              | ？－397        | Kiến Thủy (建始)                   | 397              |
| soán vị    |                                 |                                | Mộ Dung Lân (慕容麟)                | ？－398        | Diên Bình (延平)                   | 397              |
| soán vị    |                                 |                                | Lan Hãn (蘭汗)                      | ？－398        | Thanh Long (青龍)                  | 398              |
| 3          | Trung Tông (中宗)               | Chiêu Vũ hoàng đế (昭武皇帝)   | Mộ Dung Thịnh (慕容盛)              | 373－401       | Kiến Bình (建平) Trường Lạc (長樂) | 398-401          |
| truy phong |                                 | Hiến Trang hoàng đế (獻莊皇帝) | Mộ Dung Toàn (慕容全)               | ？－370        |                                    |                  |
| 4          |                                 | Chiêu Văn hoàng đế (昭文皇帝)  | Mộ Dung Hi (慕容熙)                 | 385－407       | Quang Thủy (光始) Kiến Thủy (建始) | 401-407          |
| 5          |                                 | Huệ Ý hoàng đế (惠懿皇帝)      | Mộ Dung Vân (慕容雲) Cao Vân (高雲) | ？－409        | Chính Thủy (正始)                  | 407-409          |

### Bắc Yên
| Đời        | Miếu hiệu      | Thụy hiệu                       | Danh tính          | Thời gian sống | Niên hiệu        | Thời gian trị vì |
| ---------- | -------------- | ------------------------------- | ------------------ | -------------- | ---------------- | ---------------- |
| 1          |                | Huệ Ý hoàng đế (惠懿皇帝)       | Cao Vân (高雲)     |                | Chính Thủy 正始  | 407-409          |
| truy phong |                | Nguyên hoàng đế (元皇帝)        | Phùng Hòa (馮和)   |                |                  |                  |
| truy phong |                | Tuyên hoàng đế (宣皇帝)         | Phùng An (馮安)    |                |                  |                  |
| 2          | Thái Tổ (太祖) | Văn Thành hoàng đế (文成皇帝)   | Phùng Bạt (馮跋)   |                | Thái Bình (太平) | 409-430          |
| 3          |                | Chiêu Thành hoàng đế (昭成皇帝) | Phùng Hoằng (馮弘) |                | Thái Hưng (太興) | 430-436          |

### Nam Yên
| Đời        | Miếu hiệu       | Thụy hiệu                   | Danh tính             | Thời gian sống | Niên hiệu                        | Thời gian trị vì |
| ---------- | --------------- | --------------------------- | --------------------- | -------------- | -------------------------------- | ---------------- |
| 1          | Thế Tông (世宗) | Hiến Vũ hoàng đế (獻武皇帝) | Mộ Dung Đức (慕容德)  | 336－405       | Yên Bình (燕平) Kiến Bình (建平) | 398-405          |
| truy phong |                 | Mục hoàng đế (穆皇帝)       | Mộ Dung Nạp (慕容納)  | ？—385         |                                  |                  |
| 2          |                 |                             | Mộ Dung Siêu (慕容超) | 385－410       | Thái Thượng (太上)               | 405—410          |

### Hậu Tần
| Đời        | Miếu hiệu      | Thụy hiệu                       | Danh tính               | Thời gian sống | Niên hiệu                         | Thời gian trị vì |
| ---------- | -------------- | ------------------------------- | ----------------------- | -------------- | --------------------------------- | ---------------- |
| truy phong | Thủy Tổ (始祖) | Cảnh Nguyên hoàng đế (景元皇帝) | Diêu Dặc Trọng (姚弋仲) | 280－352       |                                   |                  |
| truy phong |                | Ngụy Vũ vương (魏武王)          | Diêu Tương (姚襄)       | 331－357       |                                   |                  |
| 1          | Thái Tổ (太祖) | Vũ Chiêu hoàng đế (武昭皇帝)    | Diêu Trường (姚萇)      | 330－393       | Bạch Tước (白雀) Kiến Sơ (建初)   | 384—393          |
| 2          | Cao Tổ (高祖)  | Văn Hoàn hoàng đế (文桓皇帝)    | Diêu Hưng (姚興)        | 366－416       | Hoàng Sơ (皇初) Hoằng Thủy (弘始) | 393—416          |
| 3          |                | Mạt Đế (末帝)                   | Diêu Hoằng (姚泓)       | 388－417       | Vĩnh Hòa (永和)                   | 416—417          |

### Tây Tần
| Đời         | Miếu hiệu      | Thụy hiệu                 | Danh tính                          | Thời gian sống | Niên hiệu                           | Thời gian trị vì |
| Lũng Tây bộ | Lũng Tây bộ    | Lũng Tây bộ               | Lũng Tây bộ                        | Lũng Tây bộ    | Lũng Tây bộ                         | Lũng Tây bộ      |
| ----------- | -------------- | ------------------------- | ---------------------------------- | -------------- | ----------------------------------- | ---------------- |
| 1           |                |                           | Khất Phục Hựu Lân (乞伏祐鄰)       |                |                                     | 265—？           |
| 2           |                |                           | Khất Phục Kết Quyền (乞伏結權)     |                |                                     |                  |
| 3           |                |                           | Khất Phục Lợi Na (乞伏利那)        |                |                                     |                  |
| 4           |                |                           | Khất Phục Kì Nê (乞伏祁埿)         |                |                                     |                  |
| 5           |                |                           | Khất Phục Thuật Diên (乞伏述延)    |                |                                     |                  |
| 6           |                |                           | Khất Phục Nục Đại Hàn (乞伏傉大寒) |                |                                     |                  |
| 7           |                |                           | Khất Phục Tư Phồn (乞伏司繁)       |                |                                     | ？—385           |
| Tây Tần     |                |                           |                                    |                |                                     |                  |
| 1           | Liệt Tổ (烈祖) | Tuyên Liệt vương (宣烈王) | Khất Phục Quốc Nhân (乞伏國仁)     |                | Kiến Nghĩa (建義)                   | 385—388          |
| 2           | Cao Tổ (高祖)  | Vũ Nguyên vương (武元王)  | Khất Phục Càn Quy (乞伏乾歸)       |                | Thái Sơ (太初) Canh Thủy (更始)     | 388—400 409-412  |
| 3           | Thái Tổ (太祖) | Văn Chiêu vương (文昭王)  | Khất Phục Sí Bàn (乞伏熾磐)        |                | Vĩnh Khang (永康) Kiến Hoằng (建弘) | 412—428          |
| 4           |                |                           | Khất Phục Mộ Mạt (乞伏暮末)        |                | Vĩnh Hoằng (永弘)                   | 428—431          |

### Hạ
| Đời        | Miếu hiệu      | Thụy hiệu                   | Danh tính                                           | Thời gian sống | Niên hiệu                                                              | Thời gian trị vì |
| Thiết Phất | Thiết Phất     | Thiết Phất                  | Thiết Phất                                          | Thiết Phất     | Thiết Phất                                                             | Thiết Phất       |
| ---------- | -------------- | --------------------------- | --------------------------------------------------- | -------------- | ---------------------------------------------------------------------- | ---------------- |
| 1          |                | Chính hoàng đế (正皇帝)     | Lưu Khứ Ti (劉去卑)                                 |                |                                                                        | ？               |
| 2          |                | Nguyên hoàng đế (元皇帝)    | Lưu Cáo Thăng Viên (劉誥升爰) Lưu Huấn Đâu (劉訓兜) |                |                                                                        | 272—309          |
| 3          |                | Cảnh hoàng đế (景皇帝)      | Lưu Ô Lộ Cô (劉烏路孤) Lưu Hổ (劉虎)                |                |                                                                        | 309—341          |
| 4          |                | Tuyên hoàng đế (宣皇帝)     | Lưu Vụ Hoàn (劉務桓) Lưu Báo Tử (劉豹子)            |                |                                                                        | 341—356          |
| 5          |                |                             | Lưu Át Lậu Đầu (劉閼陋頭) Lưu Át Đầu (劉閼頭)       |                |                                                                        | 356—358          |
| 6          |                |                             | Lưu Tất Vật Kỳ (劉悉勿祈)                           |                |                                                                        | 358—359          |
| 7          | Thái Tổ (太祖) | Hoàn hoàng đế (桓皇帝)      | Lưu Vệ Thần (劉衛辰)                                |                |                                                                        | 359—391          |
| Hạ         |                |                             |                                                     |                |                                                                        |                  |
| 1          | Thế Tổ (世祖)  | Vũ Liệt hoàng đế (武烈皇帝) | Hách Liên Bột Bột (赫連勃勃)                        | 381－425       | Long Thăng (龍升) Phượng Tường (鳳翔) Xương Vũ (昌武) Chân Hưng (真興) | 407—425          |
| 2          |                |                             | Hách Liên Xương (赫連昌)                            | ？—434         | Thừa Quang (承光)                                                      | 425—428          |
| 3          |                |                             | Hách Liên Định (赫連定)                             | ？—432         | Thắng Quang (勝光)                                                     | 428—431          |

### Hậu Lương
| Đời        | Miếu hiệu      | Thụy hiệu                      | Danh tính          | Thời gian sống | Niên hiệu                                     | Thời gian trị vì |
| ---------- | -------------- | ------------------------------ | ------------------ | -------------- | --------------------------------------------- | ---------------- |
| truy phong | Thủy Tổ (始祖) |                                | Lã Vọng (呂望)     |                |                                               |                  |
| truy phong |                | Cảnh Chiêu hoàng đế (景昭皇帝) | Lã Bà Lâu (呂婆樓) |                |                                               |                  |
| 1          | Thái Tổ (太祖) | Ý Vũ hoàng đế (懿武皇帝)       | Lã Quang (呂光)    | 338－399       | Thái An (太安) Lân Gia (麟嘉) Long Phi (龍飛) | 386—399          |
| 2          |                | Ẩn vương (隱王)                | Lã Thiệu (呂紹)    | ？－399        | Long Phi (龍飛)                               | 399              |
| 3          |                | Linh hoàng đế (靈皇帝)         | Lã Toản (呂纂)     | ？－401        | Hàm Ninh (咸寧)                               | 399—401          |
| truy phong |                | Văn hoàng đế (文皇帝)          | Lã Bảo (呂寶)      | ？－392        |                                               |                  |
| 4          |                |                                | Lã Long            | ？－416        | Thần Đỉnh (神鼎)                              | 401—403          |

### Tây Lương
| Đời        | Miếu hiệu      | Thụy hiệu               | Danh tính       | Thời gian sống | Niên hiệu                     | Thời gian trị vì |
| ---------- | -------------- | ----------------------- | --------------- | -------------- | ----------------------------- | ---------------- |
| truy phong |                | Cảnh vương (景王)       | Lý Yểm (李弇)   |                |                               |                  |
| truy phong |                | Giản vương (簡王)       | Lý Sưởng (李昶) |                |                               |                  |
| 1          | Thái Tổ (太祖) | Vũ Chiêu vương (武昭王) | Lý Cảo (李暠)   | 351－417       | Canh Tí (庚子) Kiến Sơ (建初) | 400—417          |
| 2          |                |                         | Lý Hâm (李歆)   | ？－420        | Gia Hưng (嘉興)               | 417—420          |
| 3          |                |                         | Lý Tuân (李恂)  | ？－421        | Vĩnh Kiến (永建)              | 420—421          |

### Nam Lương
| Đời       | Miếu hiệu      | Thụy hiệu          | Danh tính                           | Thời gian sống | Niên hiệu                        | Thời gian trị vì |
| Hà Tây bộ | Hà Tây bộ      | Hà Tây bộ          | Hà Tây bộ                           | Hà Tây bộ      | Hà Tây bộ                        | Hà Tây bộ        |
| --------- | -------------- | ------------------ | ----------------------------------- | -------------- | -------------------------------- | ---------------- |
| 1         |                |                    | Thốc Phát Thất Cô (禿髮匹孤)        |                |                                  | 210—231          |
| 2         |                |                    | Thóc Phát Thọ Điền (禿髮壽闐)       |                |                                  | 231—252          |
| 3         |                |                    | Thốc Phát Thụ Cơ Năng (禿髮樹機能)  |                |                                  | 252—279          |
| 4         |                |                    | Thóc Phát Vụ Hoàn (禿髮務丸)        |                |                                  | 279—？           |
| 5         |                |                    | Thốc Phát Thôi Cân (禿髮推斤)       |                |                                  | ？—365           |
| 6         |                |                    | Thóc Phát Tư Phục Kiện (禿髮思復鞬) |                |                                  | 365—？           |
| Nam Lương |                |                    |                                     |                |                                  |                  |
| 1         | Liệt Tổ (烈祖) | 武王               | Thốc Phát Ô Cô (禿髮烏孤)           | ？－399        | Thái Sơ (太初)                   | 397—399          |
| 2         |                | Khang vương (康王) | Thốc Phát Lợi Lộc Cô (禿髮利鹿孤)   | ？－402        | Kiến Hòa (建和)                  | 399—402          |
| 3         |                | Cảnh vương (景王)  | Thốc Phát Nục Đàn (禿髮傉檀)        | 365－415       | Hoằng Xương 弘昌 Gia Bình (嘉平) | 402—414          |

### Bắc Lương
| Đời | Miếu hiệu | Thụy hiệu               | Danh tính                  | Thời gian sống | Niên hiệu                                                           | Thời gian trị vì |
| --- | --------- | ----------------------- | -------------------------- | -------------- | ------------------------------------------------------------------- | ---------------- |
| 1   |           | Văn vương (文王)        | Đoàn Nghiệp (段業)         | ？－401        | Thần Tỉ (神璽)                                                      | 397—401          |
| 2   |           | Vũ Tuyên vương (武宣王) | Thư Cừ Mông Tốn (沮渠蒙遜) | 368－433       | Vĩnh An (永安) Huyền Thủy (玄始) Thừa Huyền (承玄) Nghĩa Hòa (義和) | 401—433          |
| 3   |           | Ai vương (哀王)         | Thư Cừ Mục Kiền (沮渠牧犍) | ？－447        | Vĩnh Hòa (永和)                                                     | 433—439          |
| 4   |           | Thác vương              | Thư Cừ Vô Húy (沮渠無諱)   | ？－444        | Thừa Bình (承平)                                                    | 439—444          |
| 5   |           | Vũ Thác vương           | Thư Cừ An Chu (沮渠安周)   | ？－460        | Thừa Bình (承平)                                                    | 444—460          |

## Các chính quyền ngoài thập lục quốc

### Nhiễm Ngụy
| Đời        | Miếu hiệu      | Thụy hiệu                                             | Danh tính          | Thời gian sống | Niên hiệu        | Thời gian trị vì |
| ---------- | -------------- | ----------------------------------------------------- | ------------------ | -------------- | ---------------- | ---------------- |
| truy phong |                | Nguyên hoàng đế (元皇帝)                              | Nhiễm Long (冉隆)  |                |                  |                  |
| truy phong | Liệt Tổ (烈祖) | Cao hoàng đế (高皇帝)                                 | Nhiễm Chiêm (冉瞻) | 299？－328     |                  |                  |
| 1          |                | Vũ Điệu thiên vương (武悼天王) Bình hoàng đế (平皇帝) | Nhiễm Mẫn (冉閔)   | ？－352        | Vĩnh Hưng (永興) | 350－352         |
| 2          |                |                                                       | Nhiễm Trí (冉智)   | ？－354        | Vĩnh Hưng (永興) | 352              |

### Tây Yên
| Đời | Miếu hiệu | Thụy hiệu             | Danh tính              | Thời gian sống | Niên hiệu         | Thời gian trị vì |
| --- | --------- | --------------------- | ---------------------- | -------------- | ----------------- | ---------------- |
| 1   |           | Quy hoàng đế (歸皇帝) | Mộ Dung Hoằng (慕容泓) | ？－384        | Yên Hưng (燕興)   | 384              |
| 2   |           | Uy hoàng đế (威皇帝)  | Mộ Dung Xung (慕容沖)  | 359－386       | Canh Thủy (更始)  | 384－386         |
| 3   |           |                       | Đoàn Tùy (段隨)        | ？－386        | Xương Bình (昌平) | 386              |
| 4   |           |                       | Mộ Dung Nghĩ (慕容顗)  | ？－386        | Kiến Minh (建明)  | 386              |
| 5   |           |                       | Mộ Dung Dao (慕容瑤)   | ？－386        | Kiến Bình (建平)  | 386              |
| 6   |           |                       | Mộ Dung Trung (慕容忠) | ？－386        | Kiến Vũ (建武)    | 386              |
| 7   |           |                       | Mộ Dung Vĩnh (慕容永)  | ？－394        | Trung Hưng (中興) | 386－394         |

### Hoàn Sở
| Đời        | Miếu hiệu      | Thụy hiệu                    | Danh tính               | Thời gian sống | Niên hiệu          | Thời gian trị vì |
| ---------- | -------------- | ---------------------------- | ----------------------- | -------------- | ------------------ | ---------------- |
| truy phong | Thái Tổ (太祖) | Tuyên Vũ hoàng đế (宣武皇帝) | Hoàn Ôn (桓溫)          | 312－373       |                    |                  |
| 1          |                | Vũ Điệu hoàng đế (武悼皇帝)  | Hoàn Huyền (桓玄)       | 369－404       | Vĩnh Thủy (永始)   | 403－404         |
| 2          |                | Thiên Khang hoàng đế         | Hoàn Khiêm (桓謙)       | ？－410        | Thiên Khang (天康) | 404－405         |
| 3          |                |                              | Hoàn Chấn (桓振)        | ？－405        |                    | 405              |
| 4          |                |                              | Hoàn Thạch Tuy (桓石綏) | ？－405        |                    | 405              |

### Đại
| Miếu hiệu。                                        | Thụy hiệu                       | Danh tính                        | Thời gian sống | Niên hiệu        | Thời gian tại vị                          |
| -------------------------------------------------- | ------------------------------- | -------------------------------- | -------------- | ---------------- | ----------------------------------------- |
|                                                    | Thành hoàng đế (成皇帝)         | Thác Bạt Mao (拓跋毛)            |                |                  | ？                                        |
|                                                    | Tiết hoàng đế (節皇帝)          | Thác Bạt Thải (拓跋貸)           |                |                  | ？                                        |
|                                                    | Trang hoàng đế (莊皇帝)         | Thác Bạt Quan (拓跋觀)           |                |                  | ？                                        |
|                                                    | Minh hoàng đế (明皇帝)          | Thác Bạt Lâu (拓跋樓)            |                |                  | ？                                        |
|                                                    | An hoàng đế (安皇帝)            | Thác Bạt Việt (拓跋越)           |                |                  | ？                                        |
|                                                    | Tuyên hoàng đế (宣皇帝)         | Thác Bạt Thôi Dần (拓跋推寅)     |                |                  | ？                                        |
|                                                    | Cảnh hoàng đế (景皇帝)          | Thác Bạt Lợi (拓跋利)            |                |                  | ？                                        |
|                                                    | Nguyên hoàng đế (元皇帝)        | Thác Bạt Sĩ (拓跋俟)             |                |                  | ？                                        |
|                                                    | Hòa hoàng đế (和皇帝)           | Thác Bạt Tứ (拓跋肆)             |                |                  | ？                                        |
|                                                    | Định hoàng đế (定皇帝)          | Thác Bạt Cơ (拓跋機)             |                |                  | ？                                        |
|                                                    | Hi hoàng đế (僖皇帝)            | Thác Bạt Cái (拓跋蓋)            |                |                  | ？                                        |
|                                                    | Uy hoàng đế (威皇帝)            | Thác Bạt Quái (拓跋儈)           |                |                  | ？                                        |
|                                                    | Hiến hoàng đế (獻皇帝)          | Thác Bạt Lân (拓跋鄰)            |                |                  | suy đoán vào thời Hán Hoàn Đế             |
|                                                    | Thánh Vũ hoàng đế (聖武皇帝)    | Thác Bạt Cật Phần (拓跋詰汾)     |                |                  | suy đoán vào những năm cuối thời Đông Hán |
| Thủy Tổ (始祖) (Tây Ngụy Văn Đế cải thành Thái Tổ) | Thần Nguyên hoàng đế (神元皇帝) | Thác Bạt Lực Vi (拓跋力微)       | 174－277       |                  | 220－277                                  |
|                                                    | Văn hoàng đế (文皇帝)           | Thác Bạt Sa Mạc Hãn (拓跋沙漠汗) | ？－277        |                  | không                                     |
|                                                    | Chương hoàng đế (章皇帝)        | Thác Bạt Tất Lộc (拓跋悉鹿)      | ？－286        |                  | 277－286                                  |
|                                                    | Bình hoàng đế (平皇帝)          | Thác Bạt Xước (拓跋綽)           | ？－293        |                  | 286－293                                  |
|                                                    | Tư hoàng đế (思皇帝)            | Thác Bạt Phất (拓跋弗)           | ？－294        |                  | 293－294                                  |
|                                                    | Chiêu hoàng đế (昭皇帝)         | Thác Bạt Lộc Quan (拓跋祿官)     | ？－307        |                  | 294－307                                  |
|                                                    | Hoàn hoàng đế (桓皇帝)          | Thác Bạt Y Đà (拓跋猗㐌)         | ？－305        |                  | không                                     |
|                                                    | Mục hoàng đế (穆皇帝)           | Thác Bạt Y Lô (拓跋猗卢)         | ？－316        |                  | 307－316                                  |
|                                                    | Văn Bình hoàng đế (文平皇帝)    | Thác Bạt Phổ Căn (拓跋普根)      | ？－316        |                  | 316                                       |
|                                                    |                                 | (khuyết danh)                    | 316－316       |                  | 316                                       |
| Thái Tổ (太祖)                                     | Bình Văn hoàng đế (平文皇帝)    | Thác Bạt Úc Luật (拓跋鬱律)      | ？－321        |                  | 316－321                                  |
|                                                    | Huệ hoàng đế (惠皇帝)           | Thác Bạt Hạ Nhục (拓跋贺傉)      | ？－325        |                  | 321－325                                  |
|                                                    | Dương hoàng đế (炀皇帝)         | Thác Bạt Hột Na (拓跋纥那)       |                |                  | 325－329, 335－337                        |
|                                                    | Liệt hoàng đế (烈皇帝)          | Thác Bạt Ế Hòe (拓跋翳槐)        | ？－338        |                  | 329－335, 337－338                        |
| Cao Tổ (高祖)                                      | Chiêu Thành hoàng đế (昭成皇帝) | Thác Bạt Thập Dực Kiền           | 320－376       | Kiến Quốc (建國) | 338－376                                  |

1. ↑  Miếu hiệudo Bắc Ngụy Đạo Vũ Đế truy tôn
2. ↑  Thụy hiệu do Bắc Ngụy Đạo Vũ Đế truy tôn
3. ↑  di phúc tử, sau khi sinh bị chết yểu

### Đoàn bộ
| Danh tính                                                        | Thời gian tại vị |
| ---------------------------------------------------------------- | ---------------- |
| Đoàn Nhật Lục Quyến (段日陸眷) hay Đoàn Tựu Lục Quyến (段就陸眷) | ？               |
| Đoàn Khất Chân (段乞珍)                                          | ？               |
| Đoàn Vụ Mục Trần (段務目塵) hay Đoàn Vụ Vật Trần (段務勿塵)      | 303—310          |
| Đoàn Tựu Lục Quyến (段就六眷) hay Đoàn Tật Lục Quyến (段疾陸眷)  | 310—318          |
| Đoàn Thiệp Phục Thần (段涉復辰)                                  | 318              |
| Đoàn Mạt Ba (段末波) hay Đoàn Mạt Bôi (段末杯/段末柸）           | 318—325          |
| Đoàn Nha (段牙)                                                  | 325              |
| Đoàn Liêu (段遼) hay Đoàn Hộ Liêu (段護遼)                       | 325—338          |
| Đoàn Lan (段蘭) hay Đoàn Uất Lan (段鬱蘭)                        | 343—？           |
| Đoàn Kham (段龕) (sau xưng Tề Vương)                             | ？—356           |
| Đoàn Cần (段勤) (sau xưng Triệu Đế)                              | 350—352          |

### Vũ Văn bộ
| Danh tính                                                              | Thời gian tại vị |
| ---------------------------------------------------------------------- | ---------------- |
| Vũ Văn Phổ Hồi (宇文普回)                                              | ？               |
| Vũ Văn Mạc Na (宇文莫那)                                               | ？               |
| sau nhiều thế hệ                                                       |                  |
| Vũ Văn Mạc Hòe (宇文莫槐)                                              | ？—293           |
| Vũ Văn Phổ Bát (宇文普拨)                                              | 293—？           |
| Vũ Văn Khâu Bất Cần (宇文丘不勤)                                       | ？               |
| Vũ Văn Mạc Khuê (宇文莫珪 hoặc 宇文莫圭) hay Vũ Văn Mạc Hội (宇文莫廆) | ？               |
| Vũ Văn Tốn Nật Diên (宇文逊昵延) hay Vũ Văn Tất Độc Quan (宇文悉獨官)  | ？               |
| Vũ Văn Khất Đắc Quy (宇文乞得龟)                                       | ？—333           |
| Vũ Văn Dật Đậu Quy (宇文逸豆归) hay Vũ Văn Hầu Đậu Quy (宇文侯豆歸)    | 333—344 hoặc 345 |

### Tiều Thục
| Tên              | Thời gian tại vị |
| ---------------- | ---------------- |
| Tiều Túng (譙縱) | 405－413         |

### Cừu Trì
| Thụy hiệu                                                 | Danh tính                  | Thời gian cai trị/cai quản | Niên hiệu                 |
| --------------------------------------------------------- | -------------------------- | -------------------------- | ------------------------- |
| Tiền Cừu Trì (cuối thế kỷ 2-371)                          |                            |                            |                           |
|                                                           | Dương Đằng (楊騰)          | cuối 184 - 210             |                           |
|                                                           | Dương Câu (楊駒)           | 210 - 230                  |                           |
|                                                           | Dương Thiên Vạn (楊千萬)   | 230 - 263                  |                           |
|                                                           | Dương Phi Long (楊飛龍)    | 263 - 296                  |                           |
|                                                           | Dương Mậu Sưu (楊茂搜)     | 296 - 317                  |                           |
|                                                           | Dương Nan Địch (楊難敵)    | 317-334                    |                           |
|                                                           | Dương Nghị (楊毅)          | 334-337                    |                           |
|                                                           | Dương Sơ (楊初)            | 337-355                    |                           |
|                                                           | Dương Quốc (楊國)          | 355-356                    |                           |
|                                                           | Dương Tuấn (楊俊)          | 356-360                    |                           |
|                                                           | Dương Thế (楊世)           | 360-370                    |                           |
|                                                           | Dương Soán (楊篡)          | 370-371                    |                           |
| Hậu Cừu Trì (385-443)                                     |                            |                            |                           |
| Vũ Vương                                                  | Dương Định (楊定)          | 385-394                    |                           |
| Huệ Văn Vương                                             | Dương Thịnh (楊盛)         | 394-425                    |                           |
| Hiếu Chiêu Vương                                          | Dương Huyền (楊玄)         | 425-429                    |                           |
|                                                           | Dương Bảo Tông (楊保宗)    | 429 và 443                 |                           |
| Trung vương                                               | Dương Nan Đang (楊難當)    | 429-441                    | Kiến Nghĩa (建義) 436-440 |
|                                                           | Dương Bảo Sí (楊保熾)      | 442-443                    |                           |
| Vũ Đô Quốc                                                |                            |                            |                           |
|                                                           | Dương Văn Đức (楊文德)     | 443-454                    |                           |
|                                                           | Dương Nguyên Hòa (楊元和)  | 455-466                    |                           |
|                                                           | Dương Tăng Tự (楊僧嗣)     | 466-473                    |                           |
|                                                           | Dương Văn Độ (楊文度)      | 473-477                    |                           |
| Vũ Hưng Quốc                                              |                            |                            |                           |
| Văn Vương                                                 | Dương Văn Hoằng (楊文弘)   | 477-482                    |                           |
| Thuận Vương                                               | Dương Hậu Khởi (楊後起)    | 482-486                    |                           |
| An Vương                                                  | Dương Tập Thủy (楊集始)    | 482-503                    |                           |
| Quan Vương                                                | Dương Thiệu Tiên (楊紹先)  | 503-506, 534-535           |                           |
| Huệ Vương                                                 | Dương Trí Huệ (楊智慧)     | 535-545                    |                           |
| Lý Vương                                                  | Dương Tịch Tà (楊辟邪)     | 545-553                    |                           |
| Chú ý: Dương Trí Huệ và Dương Tịch Tà có thể là một người |                            |                            |                           |
| Âm Bình Quốc 477- giữa thế kỷ 6                           |                            |                            |                           |
|                                                           | Dương Quảng Hương (楊廣香) | 477-483?                   |                           |
|                                                           | Dương Quýnh (楊炯)         | 483-495                    |                           |
|                                                           | Dương Sùng Tổ (楊崇祖)     | 495-trước 502              |                           |
|                                                           | Dương Mạnh Tôn (楊孟孫)    | trước 502-511              |                           |
|                                                           | Dương Định (楊定)          | 511- ?                     |                           |
|                                                           | Dương Thái Xích (楊太赤)   | 542-564                    |                           |
|                                                           | Dương Pháp Thâm (楊法深)   | 564-580                    |                           |

### Thổ Dục Hồn
| Xưng hiệu                                                                                                 | Tên họ                             | Thời gian trị vì |
| --- | ---------------------------------- | ---------------- |
| Hà Nam Vương (河南王)                                                                                     | Mộ Dung Thổ Dục Hồn (慕容吐谷渾)   | 284-317          |
| Hà Nam Vương (河南王)                                                                                     | Mộ Dung Thổ Diên (慕容吐延)        | 317-329          |
| Thổ Dục Hồn Vương (吐谷渾王)                                                                              | Mộ Dung Diệp Diên (慕容葉延)       | 329-351          |
| Thổ Dục Hồn Vương (吐谷渾王)                                                                              | Mộ Dung Toái Hề (慕容碎奚)         | 351-371          |
| Bạch Lan Vương (白蘭王)                                                                                   | Mộ Dung Thị Liên (慕容視連)        | 371-390          |
| Thổ Dục Hồn Vương (吐谷渾王)                                                                              | Mộ Dung Thị Bi (慕容視羆)          | 390-400          |
| Đại Thiền vu (大單于)                                                                                     | Mộ Dung Ô Hột Đề (慕容烏紇褆)      | 400-405          |
| Mậu Dần Khả hãn (戊寅可汗)/ Đại Thiền vu (大單于)/ Vũ Vương (武王)                                        | Mộ Dung Thụ Lạc Can (慕容樹洛干)   | 405-417          |
| Bạch Lan Vương (白蘭王)                                                                                   | Mộ Dung A Sài (慕容阿柴)           | 417-424          |
| Huệ Vương (惠王)/ Lũng Tây Vương (隴西王)                                                                 | Mộ Dung Mộ Hội (慕容慕璝)          | 424-436          |
| Hà Nam Vương (河南王)                                                                                     | Mộ Dung Mộ Lợi Diên (慕容慕利延)   | 436-452          |
| Hà Nam Vương (河南王)/ Tây Bình Vương (西平王)                                                            | Mộ Dung Thập Dần (慕容拾寅)        | 452-481          |
| Hà Nam Vương (河南王)                                                                                     | Mộ Dung Độ Dịch Hầu (慕容度易侯)   | 481-490          |
| | Mộ Dung Phục Liên Trù (慕容伏連籌) | 490-540          |
| | Mộ Dung A La Chân (慕容呵羅真)     | 429-530          |
| | Mộ Dung Phật Phụ (慕容佛輔)        | 530-534          |
| | Mộ Dung Khả Đạp Chấn (慕容可沓振)  | 490-540          |
| Khả hãn                                                                                                   | Mộ Dung Khoa Lã (慕容夸呂)         | 540-591          |
| Khả hãn                                                                                                   | Mộ Dung Thế Phục (慕容世伏)        | 591-597          |
| Bộ Tát Bát Khả hãn (步薩鉢可汗)                                                                           | Mộ Dung Phục Doãn (慕容伏允)       | 597-635          |
| Truật Cố Lã Ô Cam Đậu Khả hãn (趉故呂烏甘豆可汗)/ Đại Ninh Vương (大寧王)/ Tây Bình Quận Vương (西平郡王) | Mộ Dung Thuận (慕容順)             | 635              |
| Ô Địa Dã Bạt Lặc Đậu Khả hãn (烏地也拔勒豆可汗)/ Hà Nguyên Quận Vương (河源郡王)                          | Mộ Dung Nặc Hạt Bát (慕容諾曷鉢)   | 635-672          |

### Nhu Nhiên
| Miếu hiệu                                                                                   | Đế hiệu                                               | Họ tên                                 | Trị vì   | Niên hiệu và thời gian    |
| ------------------------------------------------------------------------------------------- | ----------------------------------------------------- | -------------------------------------- | -------- | ------------------------- |
| Những người có đế hiệu thì sử dụng đế hiệu; nếu không rõ thì dùng họ tên cộng với "khả hãn" |                                                       |                                        |          |                           |
| Không có                                                                                    | Không có                                              | Uất Cửu Lư Mộc Cốt Lư (郁久閭木骨閭)   | thế kỷ 4 | Không có                  |
| Không có                                                                                    | Không có                                              | Uất Cửu Lư Xa Lộc Hội (郁久閭車鹿會)   | thế kỷ 4 | Không có                  |
| Không có                                                                                    | Không có                                              | Uất Cửu Lư Thổ Nô Khôi (郁久閭吐奴傀)  | thế kỷ 4 | Không có                  |
| Không có                                                                                    | Không có                                              | Uất Cửu Lư Bạt Đề (郁久閭跋提)         | thế kỷ 4 | Không có                  |
| Không có                                                                                    | Không có                                              | Uất Cửu Lư Địa Túc Viên (郁久閭地粟袁) | thế kỷ 4 | Không có                  |
| Không có                                                                                    | Không có                                              | Uất Cửu Lư Thất Hậu Bạt (郁久閭匹候跋) | thế kỷ 4 | Không có                  |
| Không có                                                                                    | Không có                                              | Uất Cửu Lư Ôn Hột Đề(郁久閭縕紇提)     | thế kỷ 4 | Không có                  |
| Không có                                                                                    | Không có                                              | Uất Cửu Lư Hạt Đa Hãn (郁久閭曷多汗)   | thế kỷ 4 | Không có                  |
| Không có                                                                                    | Khâu Đậu Phạt khả hãn (丘豆伐可汗)                    | Uất Cửu Lư Xã Lôn (郁久閭社崙)         | 402–410  | Không có                  |
| Không có                                                                                    | Ái Khổ Cái khả hãn (藹苦蓋可汗)                       | Uất Cửu Lư Hộc Luật (郁久閭斛律)       | 410–414  | Không có                  |
| Không có                                                                                    | Uất Cửu Lư Bộ Lộc Chân khả hãn (郁久闾步鹿真可汗)     | Uất Cửu Lư Bất Thụ (郁久閭不受)        | 414      | Không có                  |
| Không có                                                                                    | Mưu Hãn Hột Thăng Cái khả hãn (牟汗紇升蓋可汗)        | Uất Cửu Lư Đại Đàn(郁久閭大檀)         | 414–429  | Không có                  |
| Không có                                                                                    | Sắc Liên khả hãn (敕連可汗)                           | Uất Cửu Lư Ngô Đề(郁久閭吳提)          | 429–444  | Không có                  |
| Không có                                                                                    | Xử khả hãn (處可汗)                                   | Uất Cửu Lư Thổ Hạ Chân (郁久閭吐賀真)  | 444–464  | Không có                  |
| Không có                                                                                    | Thụ La Bộ Chân khả hãn (受羅部真可汗)                 | Uất Cửu Lư Dư Thành (郁久閭予成)       | 464–485  | Vĩnh Khang (永康) 464–484 |
| Không có                                                                                    | Phục Cổ Đôn khả hãn (伏古敦可汗)                      | Uất Cửu Lư Đậu Lôn (郁久閭豆崙)        | 485–492  | Thái Bình (太平) 485–492  |
| Không có                                                                                    | Hậu Kì Phục Đại Khố Giả khả hãn (候其伏代庫者可汗)    | Uất Cửu Lư Na Cái (郁久閭那蓋)         | 492–506  | Thái An (太安) 492–505    |
| Không có                                                                                    | Đà Hãn khả hãn (佗汗可汗)                             | Uất Cửu Lư Phục Đồ (郁久閭伏圖)        | 506–508  | Thủy Bình (始平) 506–508  |
| Không có                                                                                    | Đậu La Phục Bạt Đậu Phạt khả hãn (豆羅伏跋豆伐可汗)   | Uất Cửu Lư Sửu Nô (郁久閭醜奴)         | 508–520  | Kiến Xương (建昌) 508–520 |
| Không có                                                                                    | Sắc Liên Đầu Binh Đậu Phạt khả hãn (敕連頭兵豆伐可汗) | Uất Cửu Lư A Na Côi (郁久閭阿那瓌)     | 520 525  | Không có                  |
| Không có                                                                                    | Di Ngẫu Khả Xã Câu khả hãn (彌偶可社句可汗)           | Uất Cửu Lư Bà La Môn (郁久閭婆羅門)    | 520–521  | Không có                  |
| Không có                                                                                    | Không có                                              | Uất Cửu Lư Thiết Phạt (郁久閭鐵伐)     | 552–553  | Không có                  |
| Không có                                                                                    | Không có                                              | Uất Cửu Lư Đăng Chú (郁久閭登注)       | 553      | Không có                  |
| Không có                                                                                    | Không có                                              | Uất Cửu Lư Khang Đề (郁久閭康提)       | 553      | Không có                  |
| Không có                                                                                    | Không có                                              | Uất Cửu Lư Am La Thần (郁久閭菴羅辰)   | 553–554  | Không có                  |
| Không có                                                                                    | Không có                                              | Uất Cửu Lư Đặng Thúc Tử (郁久閭鄧叔子) | 555      | Không có                  |

### Phù Dư Quốc
| Tôn hiệu                                                                                 | Danh tính            | Thời gian tại vị |
| ---------------------------------------------------------------------------------------- | -------------------- | ---------------- |
| Phu Lâu vương (夫娄王)                                                                   | Giải Phu Lũ (解夫娄) | 86 TCN－48 TCN   |
| Kim Oa vương (金蛙王)                                                                    | Kim Oa (金蛙)        | 48 TCN－7 TCN    |
| －                                                                                       | Đái Tố (帶素)        | 7 TCN－22        |
| －                                                                                       | Hạt Tư (曷思)        | 21－？           |
| Đô Đầu vương (都头王)                                                                    | －                   | ？               |
| Phù Dư vương (夫余王)                                                                    | －                   | 108－167         |
| －                                                                                       | Phu Đài (夫台)       | 167－204         |
| －                                                                                       | Úy Cừu Đài (尉仇台)  | 204－？          |
| －                                                                                       | Giản Vị Cư (简位居)  | ？－238          |
| －                                                                                       | Ma Dư (麻余)         | 238－247         |
| －                                                                                       | Y Lự (依虑)          | 247－285         |
| －                                                                                       | Y La (依罗)          | 286－？          |
| Huyền vương (玄王)                                                                       | Dư Huyền (馀玄)      | ？－346          |
| Úy vương (蔚王)                                                                          | Dư Úy (馀蔚)         | 370－396         |
| Chú: 1. Bảng thế hệ phía trên lấy theoTam quốc sử ký, Hậu Hán thư, Tam quốc chí, Tấn thư |                      |                  |

### Đinh Linh
| Danh tính         | Thời gian tại vị |
| ----------------- | ---------------- |
| Địch Bân (翟斌)   | 330—384          |
| Địch Chân (翟真)  | 384—385          |
| Địch Thành (翟成) | 385              |
| Địch Liêu         | 385—388          |

### Trạch Ngụy
| Miếu hiệu | Thụy hiệu | Tên họ            | Thời gian trị vì | Niên hiệu                 |
| --------- | --------- | ----------------- | ---------------- | ------------------------- |
| không     | không     | Địch Liêu (翟遼)  | 388-391          | Kiến Quang (建光) 388-391 |
| không     | không     | Địch Chiêu (翟釗) | 391-392          | Định Đỉnh (定鼎) 391-392  |

### Tiên Vu Triệu
| Danh tính             | Thời gian tại vị |
| --------------------- | ---------------- |
| Tiên Vu Khất (鮮于乞) | 385              |

### Cao Xa(Thiết Lặc)
| Tên                      | Thời gian tại vị                     |
| ------------------------ | ------------------------------------ |
| A Phục Chí La (阿伏至罗) | 487－ đầu thế kỷ 6                   |
| Bạt Lợi Diên (跋利延)    | đầu thể kỷ 6                         |
| Di Nga Đột (弥俄突)      | đầu thế kỷ 6－516                    |
| Y Bặc (伊匐)             | 516－522                             |
| Việt Cư (越居)           | 522— giữathập niên 530               |
| Bỉ Quát (比适)           | giữa thập niên 530— đầuthập niên 540 |
| Khứ Tân (去宾)           | đầu thập niên 540                    |

### Đặng Chí
| Danh tính                | Thời gian tại vị |
| ------------------------ | ---------------- |
| Tượng Thư Trị (像舒治)   | 430—?            |
| Tượng Thư Giả (像舒者)   |                  |
| Tượng Khuất Đam (像屈耽) |                  |
| ba đời vua không rõ      |                  |
| Tượng Thư Bành (像舒彭)  | 502—509          |
| Tượng Lãm Đề (像覽蹄)    | 509—?            |
| hai đời vua không rõ     |                  |
| Tượng Diêm Hành (像檐桁) | ?—554            |

### Đãng Xương
| Danh tính                | Thời gian tại vị              |
| ------------------------ | ----------------------------- |
| Lương Cần (梁勤)         | ？                            |
| Lương Di Hốt (梁彌忽)    | ？                            |
| Lương Hổ Tử (梁虎子)     | ？                            |
| Lương Di Trị (梁彌治)    | ？—478                        |
| Lương Di Cơ (梁彌機)     | 478—485                       |
| Lương Di Bác (梁彌博)    | 485                           |
| Lương Di Hiệt (梁彌頡)   | 485—488                       |
| Lương Di Thừa (梁彌承)   | 488—？                        |
| Lương Di Cáp (梁彌頜)    | ？                            |
| Lương Di Ung (梁彌邕)    | 502—？                        |
| Lương Di Bác (梁彌博)    | 505—？                        |
| Lương Di Thái (梁彌泰)   | ？                            |
| Lương Tiện Định (梁仚定) | ？—541                        |
| Lương Di Định (梁彌定)   | Lần 1: 541—550 Lần 2: 550—564 |
| Lương Lão Cam (梁獠甘)   | 550                           |